# 周德敏
周德敏，北京大学药学院院长，中华人民共和国教育部长江学者特聘教授，研究领域包括天然药物、仿生药物及生物医药领域。

## 生平
周德敏毕业于北京大学，现任北京大学药学院院长。

## 荣誉
- 2010年中国科技部973首席科学家
- 2013年中国全国生物候选药物牵头科学家
- 2018年获“万人计划”科技创新领军人才